# خلية لاسعة

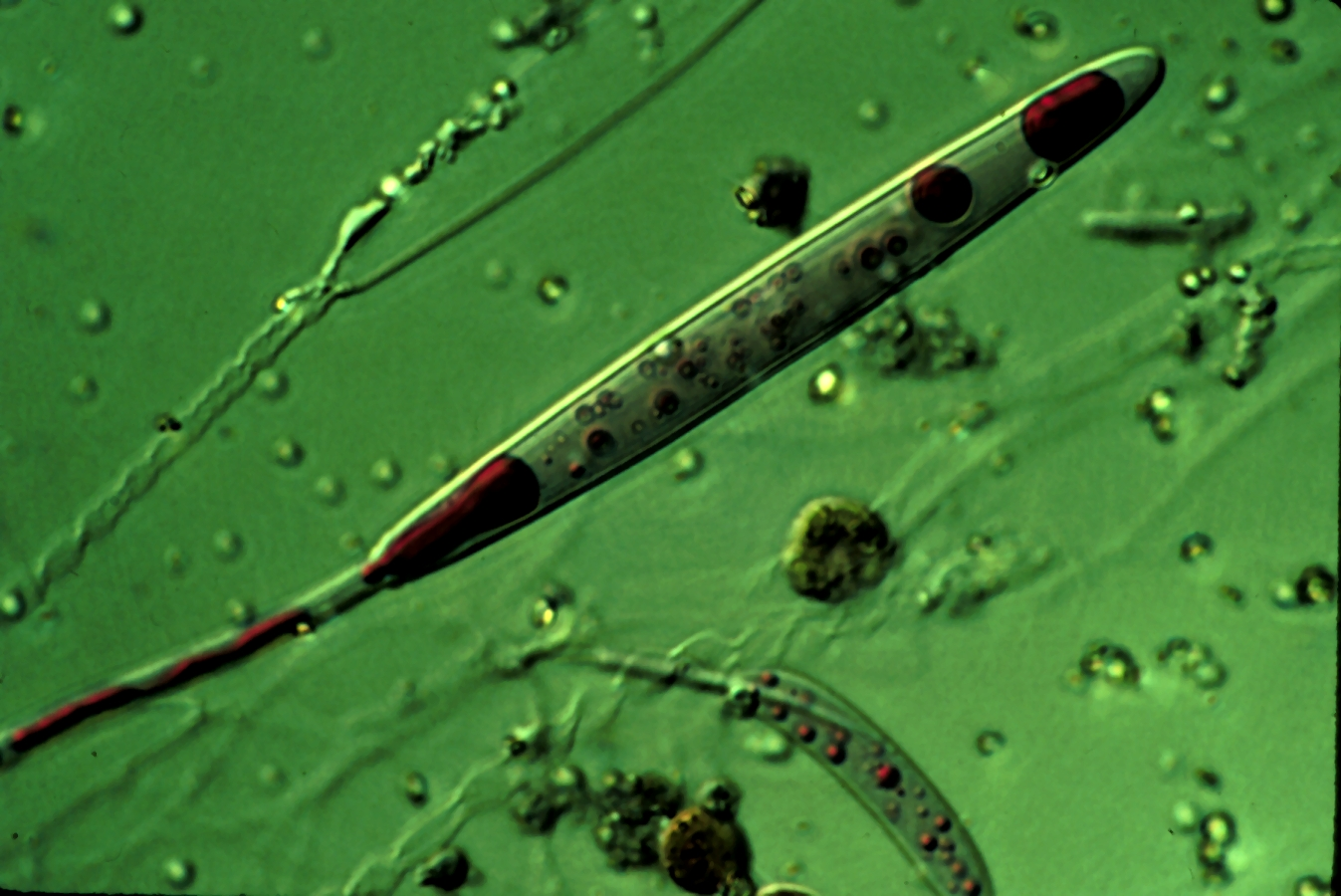

تستخدم كاداة للدفاع عن النفس و للهجوم
الخلايا اللاسعة (بالإنجليزية: cnidocyte)‏ وتوجد في الطبقة الخارجية من جسم الحيوان وفي اللوامس . والدور الذي تؤدية بعض هذة الخلايا أنها تفرز سماً يتسبب في أحداث شلل للفريسة، كما انها تساهم في الدفاع عن الحيوان ضد الأحياء الأخرى. دور الخلايا اللاسعة إفرز سم يتسبب في احداث شلل للفرسية كما انها تساهم في الدفع عن الحيوان ضد لاحياء الاخره تركيبها تتكون من كبسوله داخلها يوجد انبوب خيطي توجد به المادة السامة و تحتوي أيضًا على اجزء بارز خارج الخلية تسمى منبة.